# Arčil Ebralidze
Arčil Silovanovič Ebralidze (3. travnja 1908. – 15. kolovoza 1960.), bio je sovjetski i gruzijski šahovski majstor. Najpoznatiji je kao prvi šahovski trener devetog svjetskog prvaka u šahu, Tigrana Petrosjana.

## Šahovska karijera
Bio je prvak Gruzije četiri puta (1938., 1939., 1941., 1946.). Deseto mjesto na šahovskom prvenstvu Sovjetskog Saveza osvojio je 1937. kada se ono održavalo u Tbilisiju.

### Partija protiv Ragozina 1937.
|   | a | b | c | d | e | f | g | h |   |
| 8 | a7 black pawn · d7 white rook · e7 black bishop · f7 black king · h7 black pawn · g6 black pawn · c4 black rook · d4 white knight · b3 white pawn · a2 white pawn · h2 white king | a7 black pawn · d7 white rook · e7 black bishop · f7 black king · h7 black pawn · g6 black pawn · c4 black rook · d4 white knight · b3 white pawn · a2 white pawn · h2 white king | a7 black pawn · d7 white rook · e7 black bishop · f7 black king · h7 black pawn · g6 black pawn · c4 black rook · d4 white knight · b3 white pawn · a2 white pawn · h2 white king | a7 black pawn · d7 white rook · e7 black bishop · f7 black king · h7 black pawn · g6 black pawn · c4 black rook · d4 white knight · b3 white pawn · a2 white pawn · h2 white king | a7 black pawn · d7 white rook · e7 black bishop · f7 black king · h7 black pawn · g6 black pawn · c4 black rook · d4 white knight · b3 white pawn · a2 white pawn · h2 white king | a7 black pawn · d7 white rook · e7 black bishop · f7 black king · h7 black pawn · g6 black pawn · c4 black rook · d4 white knight · b3 white pawn · a2 white pawn · h2 white king | a7 black pawn · d7 white rook · e7 black bishop · f7 black king · h7 black pawn · g6 black pawn · c4 black rook · d4 white knight · b3 white pawn · a2 white pawn · h2 white king | a7 black pawn · d7 white rook · e7 black bishop · f7 black king · h7 black pawn · g6 black pawn · c4 black rook · d4 white knight · b3 white pawn · a2 white pawn · h2 white king | 8 |
| 7 | a7 black pawn · d7 white rook · e7 black bishop · f7 black king · h7 black pawn · g6 black pawn · c4 black rook · d4 white knight · b3 white pawn · a2 white pawn · h2 white king | a7 black pawn · d7 white rook · e7 black bishop · f7 black king · h7 black pawn · g6 black pawn · c4 black rook · d4 white knight · b3 white pawn · a2 white pawn · h2 white king | a7 black pawn · d7 white rook · e7 black bishop · f7 black king · h7 black pawn · g6 black pawn · c4 black rook · d4 white knight · b3 white pawn · a2 white pawn · h2 white king | a7 black pawn · d7 white rook · e7 black bishop · f7 black king · h7 black pawn · g6 black pawn · c4 black rook · d4 white knight · b3 white pawn · a2 white pawn · h2 white king | a7 black pawn · d7 white rook · e7 black bishop · f7 black king · h7 black pawn · g6 black pawn · c4 black rook · d4 white knight · b3 white pawn · a2 white pawn · h2 white king | a7 black pawn · d7 white rook · e7 black bishop · f7 black king · h7 black pawn · g6 black pawn · c4 black rook · d4 white knight · b3 white pawn · a2 white pawn · h2 white king | a7 black pawn · d7 white rook · e7 black bishop · f7 black king · h7 black pawn · g6 black pawn · c4 black rook · d4 white knight · b3 white pawn · a2 white pawn · h2 white king | a7 black pawn · d7 white rook · e7 black bishop · f7 black king · h7 black pawn · g6 black pawn · c4 black rook · d4 white knight · b3 white pawn · a2 white pawn · h2 white king | 7 |
| 6 | a7 black pawn · d7 white rook · e7 black bishop · f7 black king · h7 black pawn · g6 black pawn · c4 black rook · d4 white knight · b3 white pawn · a2 white pawn · h2 white king | a7 black pawn · d7 white rook · e7 black bishop · f7 black king · h7 black pawn · g6 black pawn · c4 black rook · d4 white knight · b3 white pawn · a2 white pawn · h2 white king | a7 black pawn · d7 white rook · e7 black bishop · f7 black king · h7 black pawn · g6 black pawn · c4 black rook · d4 white knight · b3 white pawn · a2 white pawn · h2 white king | a7 black pawn · d7 white rook · e7 black bishop · f7 black king · h7 black pawn · g6 black pawn · c4 black rook · d4 white knight · b3 white pawn · a2 white pawn · h2 white king | a7 black pawn · d7 white rook · e7 black bishop · f7 black king · h7 black pawn · g6 black pawn · c4 black rook · d4 white knight · b3 white pawn · a2 white pawn · h2 white king | a7 black pawn · d7 white rook · e7 black bishop · f7 black king · h7 black pawn · g6 black pawn · c4 black rook · d4 white knight · b3 white pawn · a2 white pawn · h2 white king | a7 black pawn · d7 white rook · e7 black bishop · f7 black king · h7 black pawn · g6 black pawn · c4 black rook · d4 white knight · b3 white pawn · a2 white pawn · h2 white king | a7 black pawn · d7 white rook · e7 black bishop · f7 black king · h7 black pawn · g6 black pawn · c4 black rook · d4 white knight · b3 white pawn · a2 white pawn · h2 white king | 6 |
| 5 | a7 black pawn · d7 white rook · e7 black bishop · f7 black king · h7 black pawn · g6 black pawn · c4 black rook · d4 white knight · b3 white pawn · a2 white pawn · h2 white king | a7 black pawn · d7 white rook · e7 black bishop · f7 black king · h7 black pawn · g6 black pawn · c4 black rook · d4 white knight · b3 white pawn · a2 white pawn · h2 white king | a7 black pawn · d7 white rook · e7 black bishop · f7 black king · h7 black pawn · g6 black pawn · c4 black rook · d4 white knight · b3 white pawn · a2 white pawn · h2 white king | a7 black pawn · d7 white rook · e7 black bishop · f7 black king · h7 black pawn · g6 black pawn · c4 black rook · d4 white knight · b3 white pawn · a2 white pawn · h2 white king | a7 black pawn · d7 white rook · e7 black bishop · f7 black king · h7 black pawn · g6 black pawn · c4 black rook · d4 white knight · b3 white pawn · a2 white pawn · h2 white king | a7 black pawn · d7 white rook · e7 black bishop · f7 black king · h7 black pawn · g6 black pawn · c4 black rook · d4 white knight · b3 white pawn · a2 white pawn · h2 white king | a7 black pawn · d7 white rook · e7 black bishop · f7 black king · h7 black pawn · g6 black pawn · c4 black rook · d4 white knight · b3 white pawn · a2 white pawn · h2 white king | a7 black pawn · d7 white rook · e7 black bishop · f7 black king · h7 black pawn · g6 black pawn · c4 black rook · d4 white knight · b3 white pawn · a2 white pawn · h2 white king | 5 |
| 4 | a7 black pawn · d7 white rook · e7 black bishop · f7 black king · h7 black pawn · g6 black pawn · c4 black rook · d4 white knight · b3 white pawn · a2 white pawn · h2 white king | a7 black pawn · d7 white rook · e7 black bishop · f7 black king · h7 black pawn · g6 black pawn · c4 black rook · d4 white knight · b3 white pawn · a2 white pawn · h2 white king | a7 black pawn · d7 white rook · e7 black bishop · f7 black king · h7 black pawn · g6 black pawn · c4 black rook · d4 white knight · b3 white pawn · a2 white pawn · h2 white king | a7 black pawn · d7 white rook · e7 black bishop · f7 black king · h7 black pawn · g6 black pawn · c4 black rook · d4 white knight · b3 white pawn · a2 white pawn · h2 white king | a7 black pawn · d7 white rook · e7 black bishop · f7 black king · h7 black pawn · g6 black pawn · c4 black rook · d4 white knight · b3 white pawn · a2 white pawn · h2 white king | a7 black pawn · d7 white rook · e7 black bishop · f7 black king · h7 black pawn · g6 black pawn · c4 black rook · d4 white knight · b3 white pawn · a2 white pawn · h2 white king | a7 black pawn · d7 white rook · e7 black bishop · f7 black king · h7 black pawn · g6 black pawn · c4 black rook · d4 white knight · b3 white pawn · a2 white pawn · h2 white king | a7 black pawn · d7 white rook · e7 black bishop · f7 black king · h7 black pawn · g6 black pawn · c4 black rook · d4 white knight · b3 white pawn · a2 white pawn · h2 white king | 4 |
| 3 | a7 black pawn · d7 white rook · e7 black bishop · f7 black king · h7 black pawn · g6 black pawn · c4 black rook · d4 white knight · b3 white pawn · a2 white pawn · h2 white king | a7 black pawn · d7 white rook · e7 black bishop · f7 black king · h7 black pawn · g6 black pawn · c4 black rook · d4 white knight · b3 white pawn · a2 white pawn · h2 white king | a7 black pawn · d7 white rook · e7 black bishop · f7 black king · h7 black pawn · g6 black pawn · c4 black rook · d4 white knight · b3 white pawn · a2 white pawn · h2 white king | a7 black pawn · d7 white rook · e7 black bishop · f7 black king · h7 black pawn · g6 black pawn · c4 black rook · d4 white knight · b3 white pawn · a2 white pawn · h2 white king | a7 black pawn · d7 white rook · e7 black bishop · f7 black king · h7 black pawn · g6 black pawn · c4 black rook · d4 white knight · b3 white pawn · a2 white pawn · h2 white king | a7 black pawn · d7 white rook · e7 black bishop · f7 black king · h7 black pawn · g6 black pawn · c4 black rook · d4 white knight · b3 white pawn · a2 white pawn · h2 white king | a7 black pawn · d7 white rook · e7 black bishop · f7 black king · h7 black pawn · g6 black pawn · c4 black rook · d4 white knight · b3 white pawn · a2 white pawn · h2 white king | a7 black pawn · d7 white rook · e7 black bishop · f7 black king · h7 black pawn · g6 black pawn · c4 black rook · d4 white knight · b3 white pawn · a2 white pawn · h2 white king | 3 |
| 2 | a7 black pawn · d7 white rook · e7 black bishop · f7 black king · h7 black pawn · g6 black pawn · c4 black rook · d4 white knight · b3 white pawn · a2 white pawn · h2 white king | a7 black pawn · d7 white rook · e7 black bishop · f7 black king · h7 black pawn · g6 black pawn · c4 black rook · d4 white knight · b3 white pawn · a2 white pawn · h2 white king | a7 black pawn · d7 white rook · e7 black bishop · f7 black king · h7 black pawn · g6 black pawn · c4 black rook · d4 white knight · b3 white pawn · a2 white pawn · h2 white king | a7 black pawn · d7 white rook · e7 black bishop · f7 black king · h7 black pawn · g6 black pawn · c4 black rook · d4 white knight · b3 white pawn · a2 white pawn · h2 white king | a7 black pawn · d7 white rook · e7 black bishop · f7 black king · h7 black pawn · g6 black pawn · c4 black rook · d4 white knight · b3 white pawn · a2 white pawn · h2 white king | a7 black pawn · d7 white rook · e7 black bishop · f7 black king · h7 black pawn · g6 black pawn · c4 black rook · d4 white knight · b3 white pawn · a2 white pawn · h2 white king | a7 black pawn · d7 white rook · e7 black bishop · f7 black king · h7 black pawn · g6 black pawn · c4 black rook · d4 white knight · b3 white pawn · a2 white pawn · h2 white king | a7 black pawn · d7 white rook · e7 black bishop · f7 black king · h7 black pawn · g6 black pawn · c4 black rook · d4 white knight · b3 white pawn · a2 white pawn · h2 white king | 2 |
| 1 | a7 black pawn · d7 white rook · e7 black bishop · f7 black king · h7 black pawn · g6 black pawn · c4 black rook · d4 white knight · b3 white pawn · a2 white pawn · h2 white king | a7 black pawn · d7 white rook · e7 black bishop · f7 black king · h7 black pawn · g6 black pawn · c4 black rook · d4 white knight · b3 white pawn · a2 white pawn · h2 white king | a7 black pawn · d7 white rook · e7 black bishop · f7 black king · h7 black pawn · g6 black pawn · c4 black rook · d4 white knight · b3 white pawn · a2 white pawn · h2 white king | a7 black pawn · d7 white rook · e7 black bishop · f7 black king · h7 black pawn · g6 black pawn · c4 black rook · d4 white knight · b3 white pawn · a2 white pawn · h2 white king | a7 black pawn · d7 white rook · e7 black bishop · f7 black king · h7 black pawn · g6 black pawn · c4 black rook · d4 white knight · b3 white pawn · a2 white pawn · h2 white king | a7 black pawn · d7 white rook · e7 black bishop · f7 black king · h7 black pawn · g6 black pawn · c4 black rook · d4 white knight · b3 white pawn · a2 white pawn · h2 white king | a7 black pawn · d7 white rook · e7 black bishop · f7 black king · h7 black pawn · g6 black pawn · c4 black rook · d4 white knight · b3 white pawn · a2 white pawn · h2 white king | a7 black pawn · d7 white rook · e7 black bishop · f7 black king · h7 black pawn · g6 black pawn · c4 black rook · d4 white knight · b3 white pawn · a2 white pawn · h2 white king | 1 |
|   | a | b | c | d | e | f | g | h |   |

Poznat je i po gruboj greški načinjenoj pred punim kazalištem u Tbilisiju. Naime, na prvenstvu SSSR-a 1937. igrao je protiv Ragozina s bijelim figurama koji je odigrao 40...Tc7?? stavljajući topa na tučeno polje misleći da će dvojnim udarom Ld6+ osvojiti figuru, no lovac je nakon 41.Txc7 vezan. Ni njegov protivnik to nije vidio. Nakon dubokog razmišljanja Ebralidze je odigrao 41.Td5?? jer je želio izbjeći završnicu u kojoj bi crni bio bolji. Zanimljivo je da mu je publika dugo vikala „Arčile, uzmi topa!”, a on im je ljutito odgovorio „Mogu vidjeti to, vi paceri!” Paradoksalno, kasnije je Ebralidze postavio topa na c7 ne vidjevši dvojni udar Ld6+ te je Ragozin dobio partiju.

### Šahovski trener
Njegov oprezni, strateški stil igre uvelike je utjecao na igru jednog od najvećih defenzivnih šahista svih vremena, Tigrana Petrosjana („Željeznog Tigra”).

## Smrt
Preminuo je u Gruziji 15. kolovoza 1960., u 53. godini života.